# Xabier Fernandez Gaztañaga
Xabier Fernandez Gaztañaga (19 d'octubre de 1976 a Ibarra, País Basc) és un esportista espanyol que competeix en l'esport de vela esportiva. La seva especialitat és la classe 49er, en la qual competeix al costat del seu company Iker Martínez.
Va participar en els Jocs Olímpics d'Estiu 2004, obtenint la medalla d'or, i en els Jocs Olímpics d'Estiu 2008, obtenint la medalla d'argent.
Ha estat campió europeu dues vegades en la seva especialitat: a Atenes 2004 i a Kaneohe (illa de Hawaii) 2002, i tres vegades campió europeu.

## Palmarès internacional
| Any  | Esdeveniment      | Lloc                    | Lloc | Categoria |
| ---- | ----------------- | ----------------------- | ---- | --------- |
| 2001 | Campionat del món | Malcesine ( Itàlia)     | 2n.  | 49er      |
| 2001 | Campionat Europio | Brest ( França)         | 2n.  | 49er      |
| 2002 | Campionat del món | Kaneohe ( Estats Units) | 1r.  | 49er      |
| 2002 | Campionat Europeu | Grimstad ( Noruega)     | 1r.  | 49er      |
| 2003 | Campionat Europeu | Laredo ( Espanya)       | 3r.  | 49er      |
| 2004 | Jocs Olímpics     | Atenes ( Grècia)        | 1r.  | 49er      |
| 2004 | Campionat del món | Atenes ( Grècia)        | 1r.  | 49er      |
| 2006 | Campionat Europeu | Weymouth ( Regne Unit)  | 3r.  | 49er      |
| 2007 | Campionat Europeu | Marsala ( Itàlia)       | 1r.  | 49er      |
| 2008 | Campionat Europeu | S'Arenal ( Espanya)     | 1r.  | 49er      |